# 航空日
航空日（烏克蘭語：День авіації），是烏克蘭航空工作者的全國性職業假日，烏克蘭航空工作者在每年8月的最後一個星期六慶祝這一節日。

## 歷史
烏克蘭的航空日源自蘇聯空軍日。1918年十月革命成功後，工農紅色空軍成立。為了紀念這一事件，自1933年起，將8月18日定為蘇聯空軍日，以作為飛行員的職業假日。

## 烏克蘭節日
烏克蘭蘇維埃社會主義共和國作為蘇聯的一個行政單位，也在8月18日慶祝蘇聯空軍日。自蘇聯經濟改革和蘇聯解體後，一些自蘇聯獨立出來的國家將這個節日移至另一天，有的更名，有的甚至將之廢除。
1993年8月16日，烏克蘭總統列昂尼德·克拉夫丘克在基輔「支持烏克蘭航空工業和運輸工人的倡議」，簽署第305/93號「航空日」總統令，規定：在每年8月的最後一個星期六慶祝這個節日。
1996年2月10日 ，烏克蘭總統列昂尼德·庫奇馬通過第119/96號總統令對該法律進行了補充，決定於這一天向軍事飛行員致敬。
2007年，烏克蘭總統維克托·尤先科為軍事飛行員設立了自己的節日——烏克蘭空軍日，並決定在8月的第一個星期日慶祝，從而再次將民用和軍事飛行員的慶祝活動劃分。

## 現代慶典
2009年8月29日，烏克蘭第三任總統尤先科在航空日致辭中表示：
我相信你對天空的熱愛、勇氣、智慧和工業潛力將繼續促進國家經濟的發展，提升國家的威望……在你的專業節日——烏克蘭航空日之際，我向你送上最真摯的祝賀。這不僅是專業節日，也是全國的節日。因為得益於你的無私付出，烏克蘭已成為世界領先的航空國家之一。
2010年8月28日，烏克蘭為慶祝航空日。於此日啟用哈爾科夫國際機場新航站樓。

## 另見
- 烏克蘭武裝部隊日
- 烏克蘭空軍日
- 烏克蘭保衛者日
- 烏克蘭陣亡將士紀念日
- 烏克蘭航空工業

## 外部鏈接
- Про День авіації | від 16.08.1993 № 305/93
- Про внесення доповнень до Указу Президента України від 16 серпня 1993 року N 305 | від 10.02.1996 № 119/96
- Украинский авиационный портал GateX （页面存档备份，存于）